# Ludwik Kuropatwa
Ludwik Kuropatwa (ur. 2 sierpnia 1924 w Jastrzębi, zm. 9 stycznia 2019) – pułkownik ludowego Wojska Polskiego, wieloletni komendant Centralnego Ośrodka Szkolenia Wojskowej Służby Wewnętrznej im. Feliksa Dzierżyńskiego (1968–1983).

## Życiorys
Urodził się w rodzinie Stanisława i Katarzyny. W 1937 ukończył siedmioklasową szkołę podstawową. W lutym 1942 został wywieziony na przymusowe roboty do Berlina. Od 10 czerwca 1945 służył w Wojsku Polskim. W okresie od 25 kwietnia 1948 do 11 września 1949 kształcił się w Oficerskiej Szkole Piechoty nr 1. W latach 1954–1957 studiował w Akademii Sztabu Generalnego WP. Od 1958 oficer Wojskowej Służby Wewnętrznej. W latach 1959–1960 ukończył kurs doskonalenia oficerów kontrwywiadu w Ośrodku Szkolenia Wojskowej Służby Wewnętrznej w Mińsku Mazowieckim. W latach 1958–1960 służył jednostkach podległych Zarządowi WSW Śląskiego Okręgu Wojskowego, a w latach 1960–1968 w tym Zarządzie na stanowiskach starszego pomocnika szefa oddziału, zastępcy szefa oddziału, szefa wydziału. Od marca 1968 pełnił obowiązki, a od grudnia 1968 przez kolejnych 15 lat był komendantem Centralnego Ośrodka Szkolenia Wojskowej Służby Wewnętrznej im. Feliksa Dzierżyńskiego. W międzyczasie, od listopada 1975 do maja 1976, był zastępcą dowódcy ds. WSW Polskiej Wojskowej Jednostki Specjalnej w Doraźnych Siłach Zbrojnych ONZ na Bliskim Wschodzie. 15 czerwca 1983 obowiązki komendanta ośrodka przekazał pułkownikowi Zbigniewowi Sawickiemu. Od 14 listopada 1983 do 11 listopada 1987 attaché wojskowy, morski i lotniczy przy Ambasadzie PRL w Bukareszcie. W stan spoczynku przeszedł w czerwcu 1988 roku w wieku 64 lat.
Był członkiem PPR i PZPR. W 1972 roku rozkazem MON został wyróżniony wpisem do Honorowej Księgi Czynów Żołnierskich.

## Ordery i odznaczenia
- Krzyż Komandorski Orderu Odrodzenia Polski
- Krzyż Kawalerski Orderu Odrodzenia Polski
- Złoty Krzyż Zasługi
- Medal 10-lecia Polski Ludowej
- Medal 30-lecia Polski Ludowej
- Medal 40-lecia Polski Ludowej
- Złoty Medal "Siły Zbrojne w Służbie Ojczyzny"
- Złoty Medal "Za Zasługi dla Obronności Kraju"
- Srebrny Medal "Za Zasługi dla Obronności Kraju"
- Brązowy Medal "Za Zasługi dla Obronności Kraju"
- inne odznaczenia